# Metamorphose (Botanik)
Eine Metamorphose (altgriechisch μεταμόρφωσις metamórphōsis „Gestaltsumwandlung“, von μετά metá „bei, mit“, als Präfix „um-“, und μόρφωσις mórphōsis „Gestaltung“ [dieses von μορφή morphḗ „Form, Gestalt“]) ist die ontogenetische Anpassung einer Pflanze an ihre jeweiligen Umweltbedingungen, um ihr Überleben unter den unterschiedlichsten Lebensbedingungen zu gewährleisten.
Dies gelingt ihnen im Verlauf ihrer Entwicklung, indem sie ihre Grundorgane entsprechend den notwendigen neuen oder zusätzlichen Aufgaben umwandeln. Erst die Übernahme neuer oder zusätzlicher Funktionen durch die Grundorgane ermöglicht es Pflanzen, die unterschiedlichsten Lebensräume der Erde zu besiedeln. Die dadurch bedingten morphologischen Veränderungen führten im Laufe der Evolution (Phylogenese) zu der heutigen Formvielfalt der Pflanzenwelt.
Die Umwandlung der drei Grundorgane Wurzel, Sprossachse und Blatt zur Anpassung an besondere Lebens- und Umweltbedingungen bezeichnet man in der Botanik als Metamorphose. Dabei kann man zwischen Wurzel-, Blatt- und Sprossmetamorphosen unterscheiden.
Bei der Metamorphose der Wurzel werden beispielsweise Speicherwurzeln, Haftwurzeln, Saugwurzeln und Stützwurzel unterschieden. Als Speicherwurzel sehen wir die Zuckerrübe oder die Dahlie an. Haftwurzeln sind beispielsweise Efeu, welches Füße ausbildet, um sich an den Wänden festzuklammern. Saugwurzeln bildet die Mistel und Stützwurzeln unter anderem die Mangrove aus.
Als Blattmetamorphose wird auch die regelmäßige Gestaltveränderung der Blätter entlang des Sprosses bei krautigen Blütenpflanzen bezeichnet. Diese wurde von Goethe intensiv studiert und in seinem Werk Versuch die Metamorphose der Pflanzen zu erklären dargestellt. Nach Goethe ist damit auch die Blüte eine Metamorphose des Blattprinzips. Vergleiche auch: Urpflanze.
Auch bei den Blüten weniger Arten sind Metamorphosen bekannt. So verwelken etwa bei den Arten aus der Untergattung Polychilos der Gattung Phalaenopsis die Blütenblätter nach der Bestäubung nicht. Sie werden stattdessen grün bis zur vollständigen Reife der Kapselfrucht. Die Blüten werden damit Teil des Fotosyntheseapparats der Pflanze und verstärken wahrscheinlich die Produktion relevanter Fotosynthate.